# دهستان بکان
بکان، دهستانی است از توابع بخش حسن‌آباد شهرستان اقلید در استان فارس ایران.

## جمعیت
براساس سرشماری سال ۱۳۸۵ جمعیت آن ۳٬۲۷۴ نفر (۷۲۰ خانوار) بوده‌است.